# Оландска Острва
Оландска Острва (швед. Landskapet Åland, фин. Ahvenanmaan maakunta/Ahvenanmaa) је фински архипелаг између Балтичког мора и Ботнијског залива. Острва чине аутономну и демилитаризовану провинцију у Финској са већински шведским становништвом. Оландска острва састоје се од Главнога острва (швед. Fasta Åland), са 90% становништва, и источнога архипелага са око 6.500 острва на улазу у Ботнијски залив.

## Историја
Русија је након победе у Финском рату 1809. добила Финску и Оландска острва, која су пре тога припадала Шведској. Острва су постала део полуаутономног Финског војводства под суверенитетом царске Русије. Приликом склапања мировнога споразума са Русијом 1809. Швеђани нису успели да издејствују да острва остану демилитаризована тј, да буду без утврђења. То није било битно само Швеђанима, већ је и Уједињено Краљевство било забринуто да ће руско војно присуство на острвима угрозити њихове трговачке интересе у том подручју.
Руси су 1832. почели изградњу тврђаве Бомарсунд на острвима. Тврђаву су 1854. освојили и уништили Французи и Британци у операцијама на Балтику за време Кримског рата. Споразумом у Паризу 1856. Оландска острва су постала демилитаризована.
За време грађанског рата у Финској 1918, шведске трупе су се умешале као мировни посредник, између руских трупа које су биле на острвима и „белих” и „црвених” трупа, које су долазиле из Финске. За неколико недеља, шведске трупе су замењене немачким, по одлуци финске „беле” владе. Од 1917. становници острва су покушавали да се припоје својој матици, Шведској. Референдум за припојење Шведској подржало је 96,2% становника. Шведски национализам је растао, као што је у Финској расло антишведско расположење, али и јако антируско расположење праћено захтевима за аутономијом Финске. Дошло је до сукоба између Финаца и малобројних Швеђана у Финској, због чега су становници Оландских острва страховали од будућности у таквој држави.
Упркос томе, Финска није била спремна да окупира острва, па им је понудила аутономни статус уместо отцепљења. Ипак, становници нису прихватили понуду и таква нерешена ситуација је дошла пред Лигу народа. Та међународна организација је одлучила да Финска задржи суверенитет над Оландским острвима, која је требало да буду аутономна територија. Финска је имала обавезу да обезбеди становништву Оланда право на шведски језик, као и право на сопствену културу и локалне обичаје. Споразумом је загарантован неутрални статус острва, као и забрана било каквог војног присуства на острвима.

## Географија
Оландска острва се налазе на стратешко важном положају, на северном улазу у стокхолмску луку, улазу у Ботнијски залив, као и непосредној близини Финског залива.
Оландски архипелаг састоји се од око 300 ненасељених острва и око 80 насељених, као и око 6.000 спрудова. Архипелаг се наставља на исток Turunmaan saaristo или Åbolands skärgård и који се протеже према југоисточној обали Финске. Острва су углавном камена, са мало земљане површине и оштром климом.
Површина острва чини око 1.512 km². 90% становништва живи на Главном острву (Fasta Åland), где се налази и главни град, Мариехамн. Главно острво је највеће острво са површином од 1.010 km² (70% територије Оландсих Острва), око 50 km север-југ и око 45 km исток-запад.
За време политичке кризе на острвима, постојале су разне мапе острва. На шведским мапама, већи део становништва је нацртан на главном острву, без мањих острва према Финској, како би изгледало да су острва ближа Шведској. На финским картама, архипелаг је нацртан како се протеже према Финској, а мања острва на истоку приказана су већим, како би изгледало да су острва ближа Финској. Стварна мапа показује да је веће растојање од Шведске, него од Финске.

## Политика
Аутономни статус острва је потврдила Лига народа 1921. године, као и у мало другачијем контексту при уласку Финске у Европску унију. Према споразуму, Оланд је политички неутрална и потпуно демилитаризована територија. Оланду је додељена велика аутономија у парламенту Финске 1920. године, са задњим променама 1991. Са Финским приступом у ЕУ, протокол према острвима налаже, поред осталог, да Европска унија уважи одређена ограничења за странце око права на власништво у одређеним секторима.
Оландска острва имају своју владу и парламент (Lagting). Влада зависи од парламента, по начелима парламентаризма. Оландска острва имају сопствену заставу, као и своју пошту од 1984, сопствену полицију и самостално чланство у Нордијском савету. Острва су демилитаризована, па је мушко становништво ослобођено војне обавезе.
Суверенитет Оланда припада Финској, па Оланд није независан. Оландским острвима је загарантована заступљеност у Финском парламенту кроз једног заступника.
Власти Србије су модел Оландских Острва предлагале као једно од могућих решења за будући статус Косова и Метохије током статусних преговора 2007; овај предлог није прихваћен.

## Привреда
Привреда на Оланду зависи од бродарства, трговине и туризма. Бродарство чини око 40% привреде, са неколико међународних превозника који раде на Оланду. Већина других компанија је изузетно мала, са само неколико запослених. Пољопривреда и рибарство су важни у производњи хране.
Укидање бесцаринске продаје на бродовима између земаља Европске уније подстакло је Финску да тражи и добије одобрење за бесцаринску продају на бродовима, који путују преко Оландских Острва. Ослобађање од пореза омогућује трајектима између Финске и Шведске tax-free куповину на бродовима (само ако пристану у Мариехамн). То значи да је Оланд изван царинске зоне Европске уније.
Незапосленост на острвима била је 1,8% у 2004. години

## Становништво
Већина становника (92,4%) говори шведски као први језик (који је и једини службени језик), остали говоре фински (5%). У осталим деловима Финске, службени су и фински и шведски језик. Етничка припадност становника је и да даље осетљива тема. Многи себе сматрају етничким Швеђанима, док има и број који себе сматрају финским Швеђанима. Језик којим се говори је ближи дијалекту шведског језика, него шведског који се говори у Финској.
Велика већина становника, 94,8% припадају Евангелистичкој Лутеранској цркви.